# Stare Miasto (Wilno)
Stare Miasto (lit. Senamiesčio seniūnija, Senamiestis) – centralna dzielnica administracyjna Wilna, położona na lewym brzegu Willi, u ujścia Wilejki; obejmuje wschodnią część Łukiszek, Stare Miasto, Śródmieście, Zarzecze, Popławy.
Najstarsza, zabytkowa część dzielnicy została wpisana na listę światowego dziedzictwa UNESCO w 1994.